# Ceratonereis keiskama
Ceratonereis keiskama är en ringmaskart som först beskrevs av Francis Day 1953.  Ceratonereis keiskama ingår i släktet Ceratonereis och familjen Nereididae. Inga underarter finns listade i Catalogue of Life.